# Филмографија Криса Еванса
Крис Еванс је амерички филмски и позоришни глумац који је дебитовао на филму Biodiversity: Wild About Life из 1997. године, рађен у копродукцији Националне фондације за рибе и дивље животиње. Потом су уследиле мање телевизијске улоге почетком 2000-их. Он је описао своју филмографију с почетка до средине 2000-их као „заиста ужасну“. Појавио се у телевизијској комичној драми Opposite Sex (2000), комедијама Ово није глупи тинејџерски филм (2001) и Савршени резултат (2004), као и у акционом трилеру Мобилни (2004).
Године 2005, Крис је имао свој каријерни успон као Џони Сторм / Људска бакља у суперхеројском филму Фантастична четворка, његовој најплаћенијој улози до тада. Улогу је поновио у наставку филма Фантастична четворка: Успон Сребрног летача из 2007. Након ове улоге уследиле су многобројне улоге из адаптираних стрипова и романа као што су Кејси Џонс у Нинџа корњачама (2007), Џејк Џенсен у Губитницима (2010), Лукас Ли у Скот Пилгрим против света (2010), и Кертис Еверет у Ледоломцу (2013). Његова најуноснија улога заснована на стрипу, била је улога Стивена „Стива“ Роџерс / Капетана Америка у серији филмова Марвеловог филмског универзума. У овој улози појавио се у чак једанаест филмова и једној видео-игрици од којих су неки Капетан Америка: Први осветник (2011), Капетан Америка: Зимски војник (2014), Капетан Америка: Грађански рат (2016) и филмови Осветници (2012), Осветници: Ера Алтрона (2015), Осветници: Рат бескраја (2018) и Осветници: Крај игре (2019).
Иако су филмови на тему стрипа били већину пројеката на којима је Еванс радио од касних 2000-их до краја 2010-их, он је истовремено глумио у значајном броју филмова друге тематике, као што су трилер Сунце (2007), драма Надарена (2017) и хваљеном филму Нож у леђа (2019) у режији Рајана Џонсона. Такође је глумио у неколико романтичних комедија, укључујући Дадиљини дневници (2007), Сви моји бивши (2011) и Играј хладнокрвно (2015), од којих је у последњем такође био извршни продуцент. Крис је као редитељ дебитовао 2014. године са романтичном драмом Пре него што одемо, коју је и продуцирао и у којој је и глумио. Његов деби на Бродвеју је био у оживљавању позоришне драме Lobby Hero (2018) коју је написао Кенет Лонерган. За ову улогу номинован је за награду Драмска лига. Током 2020-их појавио се у више филмова и серија који су дебитовали на сервисима за стриминг, укључујући Џејкобова одбрана (2020), Сиви човек (2022) и Опасан спој (2023).

## Филм
| Филмови који још нису објављени | Означава филмове који још нису објављени |

| Година | Наслов                                      | Улога                               | Напомена                                 | Изв.          |
| ------ | ------------------------------------------- | ----------------------------------- | ---------------------------------------- | ------------- |
| 1997.  | Biodiversity: Wild About Life!              | Рик                                 | обрзазовни филм                          | [ 7 ]         |
| 2000.  | Новајлије                                   | Џад                                 |                                          | [ 8 ]         |
| 2001.  | Ово није глупи тинејџерски филм             | Џејк Вајлер                         |                                          | [ 9 ]         |
| 2003.  | Paper Boy                                   | Бен                                 | кратки филм                              | [ 10 ] [ 11 ] |
| 2004.  | Савршени резултат                           | Кајл Кертис                         |                                          | [ 12 ]        |
| 2004.  | The Orphan King                             | Сет                                 | нереализован                             | [ 2 ] [ 13 ]  |
| 2004.  | Мобилни                                     | Рајан Хјит                          |                                          | [ 14 ]        |
| 2005.  | Гневни људи                                 | Брајс Лангли                        |                                          | [ 15 ]        |
| 2005.  | Лондон                                      | Сид                                 |                                          | [ 16 ]        |
| 2005.  | Фантастична четворка                        | Џонатан „Џони“ Сторм / Људска бакља |                                          | [ 17 ]        |
| 2007.  | Фантастична четворка: Успон Сребрног летача | Џонатан „Џони“ Сторм / Људска бакља |                                          | [ 18 ]        |
| 2007.  | Нинџа корњаче                               | Кејси Џоунс                         | глас                                     | [ 19 ]        |
| 2007.  | Сунце                                       | Мејс                                |                                          | [ 20 ]        |
| 2007.  | Дадиљини дневници                           | Хејден                              |                                          | [ 21 ]        |
| 2007.  | Битка за планету Теру                       | Стјуарт Стантон                     | глас                                     | [ 22 ]        |
| 2008.  | Улични краљеви                              | Пол Дискант                         |                                          | [ 23 ]        |
| 2008.  | Нестанак непроцењивог дијаманта             | Џими Добајн                         |                                          | [ 24 ]        |
| 2009.  | Неухватљива будућност                       | Ник Гант                            |                                          | [ 25 ]        |
| 2010.  | Губитници                                   | Џејк Џенсен                         |                                          | [ 26 ]        |
| 2010.  | Скот Пилгрим против света                   | Лукас Ли                            |                                          | [ 27 ]        |
| 2011.  | Убод                                        | Мајк Вајс                           |                                          | [ 28 ]        |
| 2011.  | Сви моји бивши?                             | Колин Ши                            |                                          | [ 29 ]        |
| 2011.  | Капетан Америка: Први осветник              | Стивен Роџерс / Капетан Америка     |                                          | [ 30 ]        |
| 2012.  | Осветници                                   | Стивен Роџерс/ Капетан Америка      |                                          | [ 30 ]        |
| 2012.  | Ледени човек                                | Роберт Пронџ                        |                                          | [ 31 ]        |
| 2013.  | Ледоломац                                   | Кертис Еверет                       |                                          | [ 32 ]        |
| 2013.  | Тор: Мрачни свет                            | Локи као Капетан Америка            | непотписани камео                        | [ 33 ]        |
| 2014.  | Капетан Америка: Зимски војник              | Стивен Роџерс/ Капетан Америка      |                                          | [ 34 ]        |
| 2014.  | Пре него што одемо                          | Ник Вон                             | такође редитељ и продуцент               | [ 35 ]        |
| 2015.  | Играј хладнокрвно                           | наратор                             | такође извршни продуцент                 | [ 36 ]        |
| 2015.  | Осветници: Ера Алтрона                      | Стивен Роџерс/ Капетан Америка      |                                          | [ 37 ]        |
| 2015.  | Антмен                                      | Стивен Роџерс/ Капетан Америка      | непотписани камео; сцена после шпица     | [ 38 ]        |
| 2016.  | Капетан Америка: Грађански рат              | Стивен Роџерс/ Капетан Америка      |                                          | [ 39 ]        |
| 2017.  | Надарена                                    | Франк Адлер                         |                                          | [ 40 ]        |
| 2017.  | Спајдермен: Повратак кући                   | Стивен Роџерс/ Капетан Америка      | камео                                    | [ 41 ]        |
| 2018.  | Осветници: Рат бескраја                     | Стивен Роџерс/ Капетан Америка      |                                          | [ 42 ]        |
| 2019.  | Капетан Марвел                              | Стивен Роџерс/ Капетан Америка      | непотписани камео; сцена у средини шпице | [ 43 ]        |
| 2019.  | Осветници: Крај игре                        | Стивен Роџерс/ Капетан Америка      |                                          | [ 42 ]        |
| 2019.  | Superpower Dogs                             | наратор                             | документарац                             | [ 44 ]        |
| 2019.  | The Red Sea Diving Resort                   | Ари Левинсон                        |                                          | [ 45 ]        |
| 2019.  | Нож у леђа                                  | Хју „Уцена” Дриздејл                |                                          | [ 46 ]        |
| 2021.  | Главни херој                                | себе                                | камео                                    | [ 47 ]        |
| 2021.  | Не гледај горе                              | Девин Питерс                        | непотписани камео                        | [ 48 ]        |
| 2022.  | Баз Светлосни                               | Баз Светлосни                       | глас                                     | [ 49 ]        |
| 2022.  | Сиви човек                                  | Лојд Хансен                         |                                          | [ 50 ]        |
| 2023.  | Опасан спој                                 | Коул Тернер                         | такође продуцент                         | [ 51 ]        |
| 2023.  | Pain Hustlers                               | Пит Бренер                          |                                          | [ 52 ]        |
| 2024.  | Дедпул и Вулверин                           | Џонатан „Џони“ Сторм / Људска бакља |                                          | [ 53 ]        |
| 2024.  | Црвени                                      | Џек О’Мали                          |                                          | [ 54 ]        |
| ускоро | Honey Don't!                                | Дин                                 | снимање у току                           | [ 55 ]        |

## Телевизија
| Године | Наслов                                        | Улога           | Напомена                            | Изв.          |
| ------ | --------------------------------------------- | --------------- | ----------------------------------- | ------------- |
| 2000.  | Opposite Sex                                  | Кери            | 8 епизода                           | [ 56 ]        |
| 2000.  | The Fugitive                                  | Зак Ларднер     | епизода: Guilt                      | [ 57 ]        |
| 2000.  | Just Married                                  | Џош             | ненаснимљено                        | [ 58 ]        |
| 2001.  | Школске тајне                                 | Нил Мејвормејтс | епизода: Chapter Nine               | [ 59 ]        |
| 2002.  | Eastwick                                      | Адам            | пилот епизода која није емитована   | [ 60 ]        |
| 2003.  | Skin                                          | Брајан          | епизода: Pilot                      | [ 61 ]        |
| 2008.  | Роботско пиле                                 | различите улоге | епизода: Monstourage                | [ 62 ]        |
| 2015.  | America's Game: The 2014 New England Patriots | наратор         | документарац                        | [ 63 ]        |
| 2017.  | America's Game: The 2016 New England Patriots | наратор         | документарац                        | [ 64 ]        |
| 2018.  | Chain of Command                              | наратор         | документарна серија                 | [ 65 ]        |
| 2020.  | Џејкобова одбрана                             | Анди Барбер     | 8 епизода; такође извршни продуцент | [ 66 ] [ 67 ] |
| 2023   | Scott Pilgrim Takes Off                       | Лукас Ли        | 8 епизода                           | [ 68 ]        |

## Видео-игре
| Година | Наслов                         | Улога                         | Изв.   |
| ------ | ------------------------------ | ----------------------------- | ------ |
| 2005.  | Fantastic Four                 | Џони Сторм / Људска бакља     | [ 69 ] |
| 2011.  | Captain America: Super Soldier | Стив Роџерс / Капетан Америка | [ 70 ] |
| 2012.  | Discovered                     | себе                          | [ 71 ] |

## Позориште
| Година | Наслов     | Улога        | Позориште             | Напомене | Изв.   |
| ------ | ---------- | ------------ | --------------------- | -------- | ------ |
| 2017.  | Our Town   | Господин Веб | Позориште Фокс        | читање   | [ 72 ] |
| 2018.  | Lobby Hero | Били         | Позориште Хелен Хејес |          | [ 73 ] |

## Музички видео
| Година | Наслов       | Извођач        | Улога       | Албум                                                                              | Изв.   |
| ------ | ------------ | -------------- | ----------- | ---------------------------------------------------------------------------------- | ------ |
| 2001.  | Tainted Love | Мерилин Менсон | Џејк Вајлер | Music From The Motion Picture Not Another Teen Movie и The Golden Age of Grotesque | [ 74 ] |

## Веб
| Година | Наслов            | Улога | Изв.   |
| ------ | ----------------- | ----- | ------ |
| 2009.  | 28 Drinks Later   | себе  | [ 75 ] |
| 2012.  | The Carlton Dance | себе  | [ 76 ] |